# Заславський Олександр Володимирович
Олександр Володимирович Заславський (нар. 27 березня 1920, місто Харків, тепер Харківської області — 28 серпня 1996, місто Харків Харківської області) — український радянський діяч, новатор виробництва, слюсар інструментального цеху Харківського електромеханічного заводу Харківської області. Депутат Верховної Ради УРСР 5—6-го скликань. Герой Соціалістичної Праці (17.11.1965).

## Життєпис
Народився 27 березня 1920 року в родині токаря Харківського електромеханічного заводу. Закінчив школу фабрично-заводського навчання.
З 1930-х років працював слюсарем-інструментальником Харківського заводу № 656 (потім — Харківського електромеханічного заводу імені Сталіна) Народного комісаріату електропромисловості СРСР.
З вересня 1941 по грудень 1946 року — у Червоній армії, учасник німецько-радянської війни. Служив заступником командира взводу.
Член ВКП(б) з 1945 року.
З лютого 1947 року — слюсар-інструментальник, слюсар-лекальник інструментального цеху Харківського електромеханічного заводу Харківської області. Був ініціатором пропозиції розробити і прийняти особисті плани підвищення продуктивності праці.
Обирався засідателем Верховного суду СРСР.
Потім — на пенсії у місті Харкові.

## Нагороди
- Герой Соціалістичної Праці (17.11.1965)
- орден Леніна (17.11.1965)
- орден Жовтневої Революції (20.04.1971)
- орден «Знак Пошани» (20.04.1956)
- медаль «За трудову доблесть» (28.05.1960)
- лауреат Сталінської премії ІІІ ст. (1952)
- золота медаль Виставки досягнень народного господарства СРСР
- медалі